# Кады, Ясир
Абу́ Амма́р Я́сир Ка́ды (англ. Abu Ammaar Yasir Qadhi; род. 30 января 1975, Хьюстон, Техас, США) — пакистано-американский исламский богослов, проповедник и преподаватель. Является известным исламским проповедником во многих исламских кругах в США, Канаде, Великобритании и Австралии. Декан Исламской семинарии Америки и постоянный научный сотрудник Исламского центра Ист-Плано в Плано (штат Техас). В настоящее время он является председателем Совета фикха Северной Америки. Написал несколько книг об исламе.
Ранее был деканом Института аль-Магриба и преподавателем на факультете религиоведения Родсского колледжа в Мемфисе (штат Теннесси).

## Биография
Родился 30 января 1975 года в Техасе в семье родителей, иммигрировавших в Пакистан из Индии после 1947 года. Кады изучал генетическую инженерию в Хьюстонском университете, а затем учился в Исламском университете Медины в Саудовской Аравии. Он написал книги и читал лекции по исламу и современным мусульманским проблемам. В эссе Андреа Эллиотт, опубликованном в журнале New York Times Magazine в 2011 году, Кады описывается как «один из самых влиятельных консервативных священнослужителей в американском исламе». В 2017 году журналист Грэм Вуд назвал его «одним из двух самых известных мусульманских ученых в Соединенных Штатах». Он также неизменно входит в список 500 самых влиятельных мусульман, последний раз в 2022 году.
Кады ранее был связан с салафитским движением, но с тех пор покинул его и теперь идентифицирует себя только как принадлежащий к «постсалафитскому» движению.